# Herning Blue Fox
Herning Blue Fox je hokejový klub z Herningu, který hraje Dánskou hokejovou ligu v Dánsku.
Klub byl založen roku 1947. Jejich domovským stadionem je Kvik Hockey Arena s kapacitou 4000 lidí.